# توماس بيرند
توماس بيرند (بالبرتغالية: Thomas Behrend‏) مواليد 12 ديسمبر 1974 في بورتو أليغري، هو لاعب كرة مضرب برازيلي سابق بدأ مسيرته كمحترف سنة 1994 وكان يلعب باليد اليمنى. أعلى تصنيف له في الفردي كان المركز الـ 74 في سنة 2005. أعلى تصنيف له في الزوجي كان المركز الـ 43 في سنة 2007.

## روابط خارجية
- توماس بيرند على موقع رابطة محترفي التنس (الإنجليزية)
- توماس بيرند على موقع الاتحاد الدولي لكرة المضرب (الإنجليزية)
- توماس بيرند على موقع كأس ديفيز (الإنجليزية)
- توماس بيرند على موقع خلاصة التنس.كوم (الإنجليزية)
- توماس بيرند على موقع إي إس بي إن.كوم (الإنجليزية)